# Mahmud Shah Durrani
Mahmud Shâh Durrani (1769 - 18 avril 1829) est l'usurpateur qui a détrôné le Padichah Zaman Shah Durrani, fils de Timour Shah Durrani, lui-même fils de Ahmad Shah Durrani, le premier Padishah d'Afghanistan entre 1800 et 1803 et entre 1809 et 1819.
Demi-frère de Zaman Shah qui fut déposé le 25 juillet 1801, au profit de Mahmud Shah. Il a ensuite eu une carrière mouvementée ; il fut déposé en 1803, restauré en 1809 et finalement déposé de nouveau en 1818.
Son fils Karaman s'impose à Hérat de 1829 à 1842.

## Sources
- afghanculture.org
- Liste des chefs d'Etat d'Afghanistan